# Friends Will Be Friends
«Friends Will Be Friends» (укр. «Друзі залишаться друзями») — пісня та сингл британського рок-гурту «Queen», яку написали Фредді Мерк'юрі та Джон Дікон та яка увійшла до альбому «A Kind of Magic» 1986 року. Пісня стала 30-м синглом гурту, що вийшов у Великій Британії, після релізу 9 червня 1986 року, вона досягла 14 позиції у британському чарті.
«Friends Will Be Friends» виконували наживо під час виступів «The Magic Tour». Показово, що це була перша і єдина пісня, яку виконували в кінці концертів між піснями «We Will Rock You» та «We Are the Champions» починаючи з виступів «News of the World Tour» у 1977 році.
Ця пісня ввійшла до різних найвідоміших збірок хітів «Queen», як-от «Greatest Hits II», «Greatest Flix II» і «Greatest Video Hits 2».

## Музичне аранжування
Пісня виконується в тональності соль мажор, з активним використанням мелодійної гри на гітарі Браяна Мея. Перше живе виконання пісні відбулося під час другого виступу гастролей «The Magic Tour» у місті Лейден. «Queen» виконували пісню повністю під час двох виступів у Лейдені, наступного виступу, що відбувся у Парижі 14 червня, виконання пісні було скорочене. Скорочену версію пісні також виконали під час концерту на стадіоні «Вемблі». На всіх живих виступах пісню виконували з модуляцією зі зниженням тональності.

## Музичне відео
Режисуру відео здійснила компанія «DoRo», а відзняте воно було на «JVC Studios» у Вемблі в травні 1986 року. На відео зображено гурт, який виконує пісню перед членами фан-клубу, причому соліст Фредді Мерк'юрі під час виконання вибігає зі сцени на платформу в глядацький зал та торкається долонь фанатів. У кінці Фредді вимикає музику та співає разом з глядачами, дозволяючи їх хору співати самому. Завдяки цьому цей кліп жартома називають «Найвеличніша вистава „Queen“, яка ніколи не була зіграна».

## Музиканти
- Фредді Мерк'юрі — головний вокал, бек-вокал, піаніно, синтезатор, семплер;
- Браян Мей — електрогітара, бек-вокал;
- Роджер Тейлор — ударні, бек-вокал;
- Джон Дікон — бас-гітара, ритм-гітара;
- Спайк Едні — клавішні.